# Meiogyne hirsuta
Meiogyne hirsuta är en kirimojaväxtart som först beskrevs av L.W. Jessup, och fick sitt nu gällande namn av L.W. Jessup. Meiogyne hirsuta ingår i släktet Meiogyne och familjen kirimojaväxter. Inga underarter finns listade i Catalogue of Life.